# Sidney Merlin
Sidney Merlin (ur. 26 kwietnia 1856 w Pireusie, zm. 14 lipca 1951 w Atenach) – brytyjski strzelec sportowy.

## Życiorys
Był synem brytyjskiego konsula w Pireusie.
Wystąpił w czterech konkurencjach strzeleckich na igrzyskach olimpijskich w 1896 w Atenach. Zajął 10. miejsce w konkurencji karabinu wojskowego na 200 metrów, wynik w konkurencji karabinu dowolnego na 300 metrów nie jest znany, a dwóch pozostałych konkurencji nie ukończył.
Na igrzyskach olimpijskich w 1900 w Paryżu zajął 7. miejsce w trapie.
Wystąpił w 11 konkurencjach na igrzyskach międzyolimpijskich w 1906 w Atenach. Zdobył tam dwa medale: złoty w konkurencji trap, runda podwójna, 14 m (brązowy medal w tej konkurencji zdobył jego bratanek Gerald Merlin i brązowy w konkurencji trap, runda pojedyncza, 16 m (zwyciężył Gerald Merlin).